# Narses de Sofena Menor
Narses ou Nerses (em latim: Narses; em grego: Ναρσής; romaniz.: Narsḗs; em armênio: Ներսես; romaniz.: Nerses) foi um nobre armênio (nacarar) do século IV, ativo no reinado do rei Cosroes III (r. 330–339), que supostamente descendia da dinastia orôntida.

## Nome
Narses é a forma helenizada e latinizada do armênio Nerses (Ներսես). A atestação mais antiga do nome ocorre nos Feitos do Divino Sapor, uma inscrição trilíngue do reinado do xainxá sassânida Sapor I (r. 240–270). Em parta é registrado como Narses (Narsēs) e em pálavi como Narse (Narsē). O nome deriva do avéstico Nairyō saŋha-, que literalmente significa "o de muitos discursos", ou seja, o mensageiro divino.

## Vida
Narses pertencia à linhagem principesca de Sofena Menor, um dos cantões (gavares) da província de Sofena, no Reino da Armênia, que Cyril Toumanoff propôs ter se originado na extinta dinastia orôntida. De acordo com Fausto, o Bizantino, quando Bacúrio rebelou-se, o rei Cosroes III (r. 330–339) enviou um grande número de tropas contra o rebelde lideradas pelos nobres João de Corduena, Mar de Grande Sofena, Narses, Valinaces I Siuni, Dátis Caminacano e Manaque de Bassiana. Eles marcharam contra as tropas iranianas, as chacinaram e depois mataram Bacúrio e seus irmãos e filhos. Nina Garsoïan sugeriu que Narses foi sucedido como senhor de Sofena Menor por Varazes.